# Acidente do Rio Turvo
O acidente do rio Turvo aconteceu em 24 de agosto de 1960, quando um ônibus levando 64 estudantes de São José do Rio Preto para Barretos, caiu de uma ponte no rio Turvo, município de Guapiaçu. 59 estudantes faleceram. Até hoje, é o maior acidente rodoviário em número de vítimas fatais ocorrido no estado de São Paulo.

## Descrição
O acidente no rio Turvo ocorreu por volta das 19h30 do dia 24 de agosto de 1960, onde atualmente há a ponte do rio Turvo, na rodovia Assis Chateaubriand (SP-425). Os estudantes, divididos em dois ônibus, tinham saído de São José do Rio Preto com destino a Barretos uma hora antes. Eles pertenciam à Escola Técnica de Comércio "Dom Pedro II" (hoje, Faculdades Dom Pedro II). A fanfarra faria uma apresentação em um baile e no dia seguinte tocaria durante uma homenagem à Duque de Caxias (algumas fontes citam que tocariam nas festividades do aniversário da cidade de Barretos). A ponte sobre o rio, entretanto, ainda estava em construção, e a passagem de veículos era feita por um desvio existente no local. Ao passar por esse desvio, o motorista do primeiro ônibus, Wosihiyki Hahiasi, perdeu o controle do veículo, caindo no rio. Dos 64 passageiros, apenas cinco conseguiram sair do ônibus, entre eles o motorista.

## O reflexo do acidente
O acidente causou grande comoção em São José do Rio Preto, Barretos, Guapiaçu e Olímpia. As famílias velaram seus entes nas próprias casas e depois se reuniram todos em frente da catedral. Os sepultamentos começaram no dia 25 e duraram a noite inteira. Todos os anos é realizada uma missa no primeiro domingo após o aniversário da tragédia.

## Homenagens
Há duas músicas que falam da tragédia: "Tragédia do Rio Turvo" cantada por Vieira e Vieirinha e "Rio Preto de Luto" cantada por Tião Carreiro e Pardinho e no dia 30 de agosto de 1960, 6 dias após a tragédia, a Câmara de Vereadores de São José do Rio Preto realizou uma sessão extraordinária em homenagem às vitimas e aprovaram projeto de lei mudando o nome da extinta Avenida Mirassol para Avenida dos Estudantes, onde também foi erguido monumento com os nome dos jovens.
Em 2010, no aniversário de 50 anos do acidente, foram plantados 59 jequitibás e instalado um memorial com os nomes das 59 vítimas em uma praça de São José do Rio Preto, que recebeu o nome de "Bosque da Saudade".

## Outros acidentes no mesmo local
No mesmo local onde ocorreu a morte dos estudantes, já ocorreram dois acidentes em que resultaram em vítimas fatais:
- 3 de setembro de 2000: acidente envolvendo dois automóveis de pequeno porte resultou em 12 mortes;[5]
- 3 de dezembro de 2008: acidente envolvendo um ônibus e um caminhão resultou em 4 mortes.